# 延山郡
延山郡（：／ Yŏnsan gun */?）是朝鮮民主主義人民共和國黃海北道北部的一個郡，北鄰首都平壤和平安南道，北有彥真山脈，並有南江流經。2008年人口66,568人。下分1邑、1勞動者區、14里。
原為遂安郡和谷山郡的一部份，1952年設郡。